# Хроника Холодной войны (1984 год)
Хронология Холодной войны
- 1943
- 1944
- 1945
- 1946
- 1947
- 1948
- 1949
- 1950
- 1951
- 1952
- 1953
- 1954
- 1955
- 1956
- 1957
- 1958
- 1959
- 1960
- 1961
- 1962
- 1963
- 1964
- 1965
- 1966
- 1967
- 1968
- 1969
- 1970
- 1971
- 1972
- 1973
- 1974
- 1975
- 1976
- 1977
- 1978
- 1979
- 1980
- 1981
- 1982
- 1983
- 1984
- 1985
- 1986
- 1987
- 1988
- 1989
- 1990
- 1991

- Январь: Президент США Рональд Рейган объявляет курс внешней политики, которая подкрепляет его предыдущие заявления.
- 13 февраля: Константин Черненко назначен Генеральным секретарём ЦК КПСС.
- 24 мая: Конгресс США ратифицирует поправку Боланда, запрещающую помощь США контрас.
- 1—10 июня: Начало операции «Голубая звезда».
- 28 июля: СССР и страны соцлагеря бойкотируют летние Олимпийские игры 1984 года (28 июля — 12 августа) в Лос-Анджелесе.
- 11 августа: Во время проверки микрофона перед своим еженедельным обращением к американской нации президент США Рональд Рейган шутит о бомбардировках СССР: «Мои соотечественники, американцы, — говорит Рейган. — Я рад сообщить вам сегодня, что я подписал закон, который навсегда ставит Россию вне закона. Бомбардировка начнётся через пять минут». Шутка не транслируется, но просочилась в прессу. Советский Союз временно приводит свои вооружённые силы в состояние повышенной боевой готовности.
- 31 октября: Убийство Индиры Ганди.
- 16 декабря: Маргарет Тэтчер и правительство Великобритании, планируя открыть новые каналы диалога с советскими кандидатами в лидеры, встречаются с Михаилом Горбачёвым в Чекерсе.